# Долній Сухор-при-Метликі
Долній Сухор-при-Метликі (словен. Dolnji Suhor pri Metliki) — поселення в общині Метлика, регіон Південно-Східна Словенія, Словенія.